# Neophisis mentawaiensis
Neophisis mentawaiensis är en insektsart som beskrevs av Jin, Xingbao 1992. Neophisis mentawaiensis ingår i släktet Neophisis och familjen vårtbitare. Inga underarter finns listade i Catalogue of Life.